# アポロ10号
アポロ10号は、アメリカ合衆国のアポロ計画における四度目の有人宇宙飛行である。この飛行はアポロ計画の中で「F計画」に分類されるもので、その目的は次のアポロ11号のためのリハーサルであり、月面着陸のためのすべての手順と機器を、実際に月に着陸することなしに検証することであった。この飛行では、史上二度目となる有人月周回飛行 (史上初の月周回飛行は アポロ8号が行った) と、月着陸船の全機器の試験が月周回軌道上で行われた。またこのとき着陸船は、月面から8.4海里 (15.6 km) まで接近した。
10号は1969年5月26日に月から帰還する際、速度が時速39,897 km (秒速11.08 km) に達した。これは人間が乗った乗物が達成した史上最大の速度としてギネス世界記録に認定されている。
この計画では宇宙船の識別符号に漫画「ピーナッツ」のキャラクターであるチャーリー・ブラウンとスヌーピーが使用されたため、半公式的に計画自体のマスコット・キャラクターとなった。また作者のチャールズ・M・シュルツ自身も、計画に関連するイラストをNASAのために描いた。

## 搭乗員
| 地位           | 飛行士                                                         | 飛行士                                                         |
| -------------- | -------------------------------------------------------------- | -------------------------------------------------------------- |
| 船長           | トーマス・スタッフォード (Thomas P. Stafford) 三回目の宇宙飛行 | トーマス・スタッフォード (Thomas P. Stafford) 三回目の宇宙飛行 |
| 司令船操縦士   | ジョン・ヤング (John Young) 三回目の宇宙飛行                   | ジョン・ヤング (John Young) 三回目の宇宙飛行                   |
| 月着陸船操縦士 | ユージン・サーナン (Eugene Cernan) 二回目の宇宙飛行            | ユージン・サーナン (Eugene Cernan) 二回目の宇宙飛行            |

### 予備搭乗員
| 地位           | 飛行士                                | 飛行士                                |
| -------------- | ------------------------------------- | ------------------------------------- |
| 船長           | ゴードン・クーパー (Gordon Cooper)    | ゴードン・クーパー (Gordon Cooper)    |
| 司令船操縦士   | ドン・エイゼル (Donn F. Eisele)       | ドン・エイゼル (Donn F. Eisele)       |
| 月着陸船操縦士 | エドガー・ミッチェル (Edgar Mitchell) | エドガー・ミッチェル (Edgar Mitchell) |

### 支援飛行士
- チャールズ・デューク (Charles Duke)
- ジョー・アングル (Joe Engle)
- ジェームズ・アーウィン (James Irwin)
- ジャック・ルーズマ (Jack R. Lousma)
- ブルース・マッカンドレス2世 (Bruce McCandless II)

### 飛行主任
- グリン・ランネイ (Glynn Lunney)、黒チーム主任
- ジェリー・グリフィン (Gerry Griffin)、金チーム主任
- ミルトン・ウィンドラー (Milton Windler)、栗色チーム主任
- ピート・フランク (Pete Frank)、オレンジチーム主任

### 飛行士に関する特記事項
アポロ10号では搭乗員全員が以前に宇宙飛行をした経験を持っているが、これはアポロ計画の中でも二回しかないことで、10号が初めてのことであった。スタッフォードはジェミニ6号と9号で、ヤングはジェミニ3号と10号で、サーナンはジェミニ9号でスタッフォードと共に飛行した経験を持っていた。
またケネディ宇宙センターの39B発射台からサターン5型ロケットが打ち上げられたのは、10号が唯一の例であった。これはアポロ9号が発射された直後の1969年3月に、39A発射台で11号の準備がすでに始まっていたことによる。
さらに飛行士全員がその後のアポロ計画で再び飛行したというのも、10号が唯一だった。たとえばヤングはアポロ16号で、サーナンはアポロ17号で、スタッフォードはアポロ・ソユーズテスト計画で、それぞれ船長を務めた。
10号の飛行士たちは、「故郷から最も遠く離れたところを旅した人類」という記録を持っている。彼らはヒューストンにいる家族や家庭から、最大で408,950km (254,110マイル) 離れた。アポロ計画では、ほとんどの宇宙船は月面からの高度111km (69マイル) の軌道を周回するが、月の軌道は年間で43,000km (2万7,000マイル) も変化する。さらに地球の自転によるヒューストンからの距離の変化も1日で12,000km (7,500マイル) にもなるため、このような記録を達成することが可能になるのである。10号では宇宙船が月の裏側を回っている同時刻に故郷のヒューストンが (月から見て) 地球の裏側にあったため、この記録が生まれた。これに対してアポロ13号の飛行士たちは、「地球の表面から最も遠く離れた人類」という記録を持っている。
通常の飛行士のローテーションに従えば10号の予備搭乗員は13号で飛行することになっていたが、13号の船長にはアラン・シェパード (Alan Shepard) が任命された。10号の予備搭乗員の船長だったクーパーは激怒し、NASAに辞表を叩きつけた。その後シェパードのチームは、ジム・ラヴェル (Jim Lovell) のチームが一時的に任命されていたアポロ14号の本搭乗員に交代させられた。
ドナルド・スレイトン (Deke Slayton) は回想録の中で、クーパーとドン・エイゼル (Donn F. Eisele) は様々な理由でNASAの不興を買っていたため、首脳陣は彼らをその後の飛行に搭乗させる意志はなかったと語っている (クーパーは訓練に対する不真面目な態度が問題視されていた。またエイゼルはアポロ7号の飛行のときに地上の管制官と対立するというトラブルを起こしたり、さらには不倫騒動があった)。彼らが予備搭乗員に任命されたのは、単にその時に飛行人事部が必要としている人員が不足していたからに過ぎなかった。スレイトンが語るには、クーパーは与えられた任務に対しよほど傑出した働きをしなければ13号の船長に任命されることはなかったのだが、結果的には期待に応えることはなかった。一方エイゼルは様々な問題を抱えていたにもかかわらず、彼自身は月計画ではなく、将来的に予定されているアポロ応用計画 (Apollo Applications Program) に搭乗することを望んでいた。だがそれも予算削減のためスカイラブ計画のみに圧縮され、エイゼル自身は二度と飛行することはなかった。

## 諸数値
- 質量：アポロ司令・機械船28,834kg、月着陸船13,941kg

### 地球周回軌道
- 近地点 ：184.5km
- 遠地点 ：190km
- 軌道傾斜角 ：32.5°
- 軌道周回時間 ：88.1分

### 月周回軌道
- 近月点：111.1km
- 遠月点：316.7km
- 軌道傾斜角：1.2°
- 軌道周回時間：2.15時間

### 着陸船—司令・機械船ドッキング
- ドッキング切り離し：1969年5月22日–19:00:57 UTC
- 再ドッキング：1969年5月23日–03:11:02 UTC

### 着陸船の月面への最接近
- 1969年5月22日21:29:43 UTC

1969年5月22日20時35分02秒 (UTC)、下降段のエンジンを27.4秒間噴射し、着陸船は近月点15.7km、遠月点112.8kmの軌道に乗った。これにより近月点は11号で予定されている着陸地点からおよそ15°のところにまで達した。最接近したのは21時29分43秒 (UTC) で、月面からの高度は47,400フィート (14.4km) だった。

## 主要な任務
月面着陸のための予行演習では、スタッフォードとサーナンが搭乗する着陸船「スヌーピー」は月面から8.4海里 (15.6km) のところまで接近した。実際の飛行では、この地点から着陸のための逆噴射を始めることになっている。この接近軌道を実行することで、着陸のために必要な1海里 (1.9km) 以内でのエンジン噴射降下ガイダンスシステムを測定するのに必要な月の潜在重力に関する知識を高めることになっていた。地上での実験、無人探査機、そしてアポロ8号での調査では、この測定高度をそれぞれ200海里 (370km)、20海里 (37km)、5海里 (9.3km) としていた。この最終的な延伸を除けば、飛行はNASAの管制や広範囲な追跡およびコントロールのネットワークにおいて、宇宙でも地上でも実際に飛行が行われたかのように正確に進行した。
地球周回軌道を離れた直後に司令船は第三段S-IVBを離れ、方向を180°転換し、S-IVBに格納されている着陸船とドッキングした。その後司令・機械船と着陸船は一体となってS-IVBから離れ、月への旅に向かった。
10号では初めてカラー撮影のテレビカメラが搭載され、宇宙からテレビ中継が行われた。
スタッフォードとサーナンが着陸船スヌーピーで月面に向かって降下している間、ヤングは司令船チャーリーブラウンに一人で搭乗し、月周回軌道で待機していた。着陸船はスイッチが誤ったセッティングをされていたため一瞬不規則な回転運動を始めたが、飛行士が対応して乗り切った。スタッフォードたちはレーダーや上昇用エンジンを点検し、11号の着陸予定地点である静かの海を観測した。着陸船の上昇段には、もし仮に月面から離陸しても、上空を周回している司令・機械船まで到達できるだけの燃料は搭載されていなかった。史上初の月面着陸をした11号に搭載されていた燃料は33,278ポンド (15,095kg) だったのに対し、10号には30,735ポンド (13,941kg) しか積まれていなかったのである。歴史家のクレイグ・ネルソン (Craig Nelson) は、NASAはスタッフォードとサーナンが月面に着陸してしまわないよう予防していたのだと書いている。彼はサーナンのこんな発言を引用している。「我々のような立場に置かれた人間のことを考えるとき、多くの人々はこう考えるだろう。『あいつらに着陸する機会なんか与えるな。なぜなら絶対にやってしまうだろうからな！』と。だから我々が月の表面から脱出するための上昇段には、十分な燃料が搭載されていなかったのだ。燃料タンクは満タンではなかった。だからもし我々が本当に月面に着陸してしまっていたら、帰還することはできなかった」。サーナンは自身の回顧録の中で、「我々の着陸船LM-4は…重すぎて月面着陸のための安全係数は保証できなかった。」と記述している。
下降段を分離してエンジンに点火すると、上昇段は激しく回転を始めた。これは飛行士が偶然コンピューターに、軌道分離と点火のための正しい数値を入力して緊急脱出モードを解除する指令を、二重に与えてしまったためだった。このときサーナンとスタッフォードが着陸船の制御を取り戻すまでの間、罵り言葉を話すのが生中継で放送されてしまった。サーナンはこのとき、月の地平線が8回回転するのを目撃したと語っている。これは上昇段のエンジンが噴射されたままで機体が8回回転したことを意味しているが、NASAはこの事態を回復不能な状態になる以前のいくつかの回転にすぎないと軽視していた。
司令船が帰還したのは1969年5月26日16時52分23秒 (UTC) で、着水点はサモア諸島の東方およそ400海里 (740km) であった。飛行士たちは空母プリンストンに回収され、サモア諸島タフナ (Tafuna) のパゴパゴ国際空港に式典のために移送された。その後はC-141輸送機でホノルルまで送られた。

## 機器の詳細
着陸船スヌーピーの下降段は月周回軌道上に取り残されたが、最終的には月の質量的な偏りの影響を受けて月面に衝突した。衝突地点については明らかにされていない。
上昇段は司令・機械船から切り離された後、月を通過して太陽周回軌道に乗った。アポロ5号から17号に至るまで、宇宙に打ち上げられた通算10機の上昇段のうち、現在まで残っているのは10号のものだけである。他のすべての上昇段は、月に行ったものについては計画終了後に地上からの操作で月面に衝突させられた。これは月面に設置した地震計にその衝撃で発生した地震波を読み取らせ、月の内部構造を探るためであった。また5号、9号、13号の上昇段は、大気圏に再突入して消滅した。スヌーピーの上昇段の所在は現在のところ全く不明で、アマチュアの天文学者たちがその行方を探している。2018年に天文学者らは、見失っていたスヌーピーの上昇段であると考えられる2018 AV2と名付けられた天体を発見している。確認チャンスとしての次の機会は 2037年7月10日と考えられており、地球から640万キロまで接近するとされる。
司令船チャーリーブラウンは英国ロンドンの科学博物館に賃貸され、展示されている。
機械船は大気圏再突入の前に切り離され、再突入時の高熱と衝撃で分解し消滅した。
10号の飛行が終了した後、NASAは飛行士たちに対して、司令・機械船と着陸船にはもっと「威厳のある」名前をつけるように要求した。だがこの要求は強制的なものではなく、アポロ16号のヤング、マッティングリー、デュークの三飛行士は、彼らの乗る司令船にアニメーション作品「出てこいキャスパー」にちなんで「キャスパー (Casper)」と名づけた。このアイデアは、子供たちをユーモアによって計画と一体化させることを意図したものだった。
月遷移軌道への投入後、サターン5型ロケット第三段S-IVBはこれから先の悠久の時間、太陽を周回し続けるであろう宇宙ごみとなった。2014年現在、軌道上に存在していることが確認されている。

## 計画の記章
計画の盾型の記章では、月の表面に立体的なローマ数字で大きく「X (10)」と描かれている。スタッフォードの言によれば、「我々が記 (しる) しを残したことを示すため」とのことである。月面にこそ着陸しなかったものの、この記章の中の「X」の際立った存在は、10号がアポロ計画の中で果たした功績の意義深さを象徴している。司令・機械船が月を周回する一方で、着陸船の上昇段はエンジンを噴射し、低軌道から月の表面を超えて飛び立っている。背景には地球が描かれ、太い青枠の中には上部にAPOLLOの文字が、下部に飛行士たちの名前が記されている。さらに全体は、金で縁どりがされている。この記章をデザインしたのは、ロックウェル・インターナショナル社のアレン・スティーブンス (Allen Stevens) であった。

## 写真

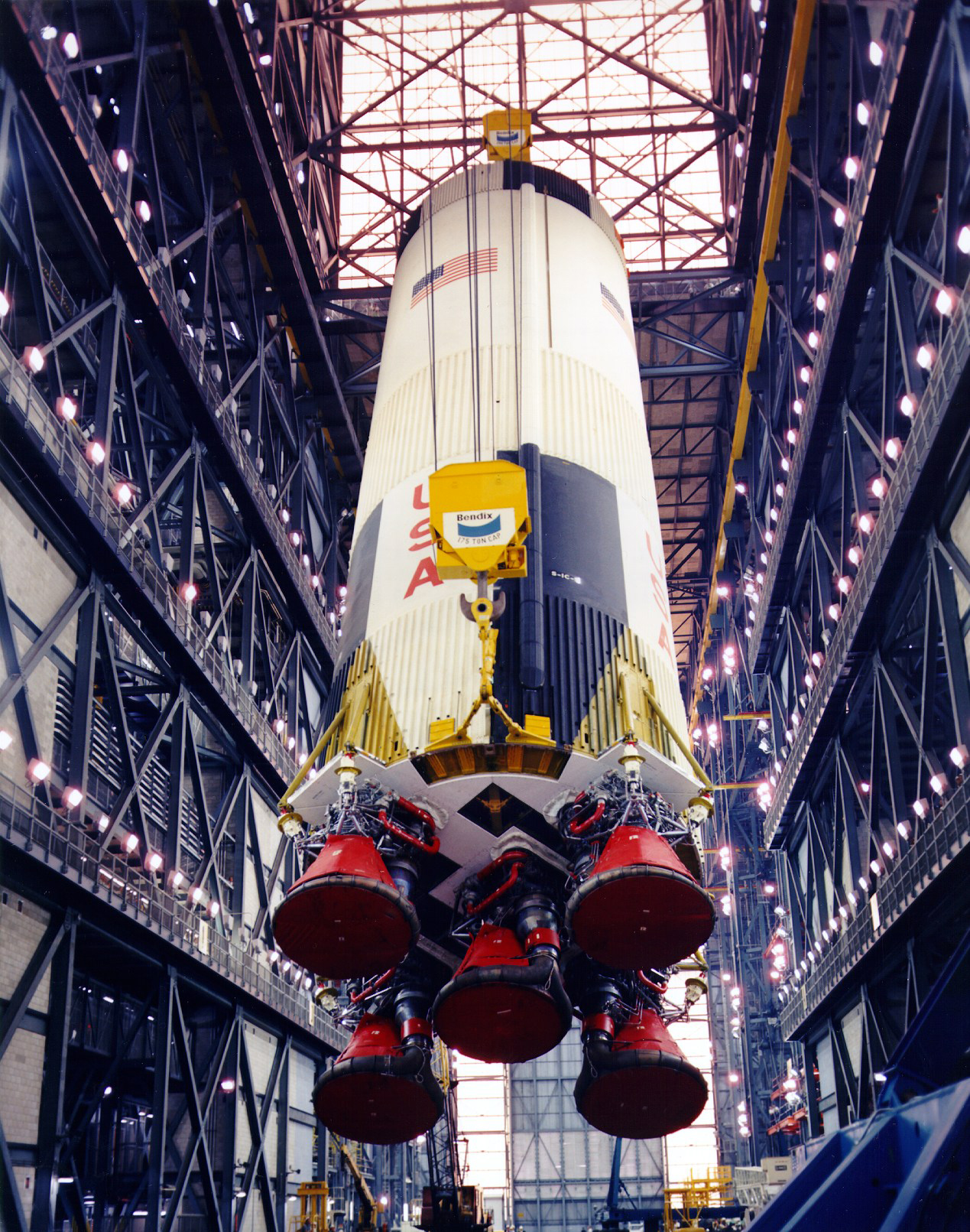
垂直組立棟の中のサターン5型ロケット第一段S-IC
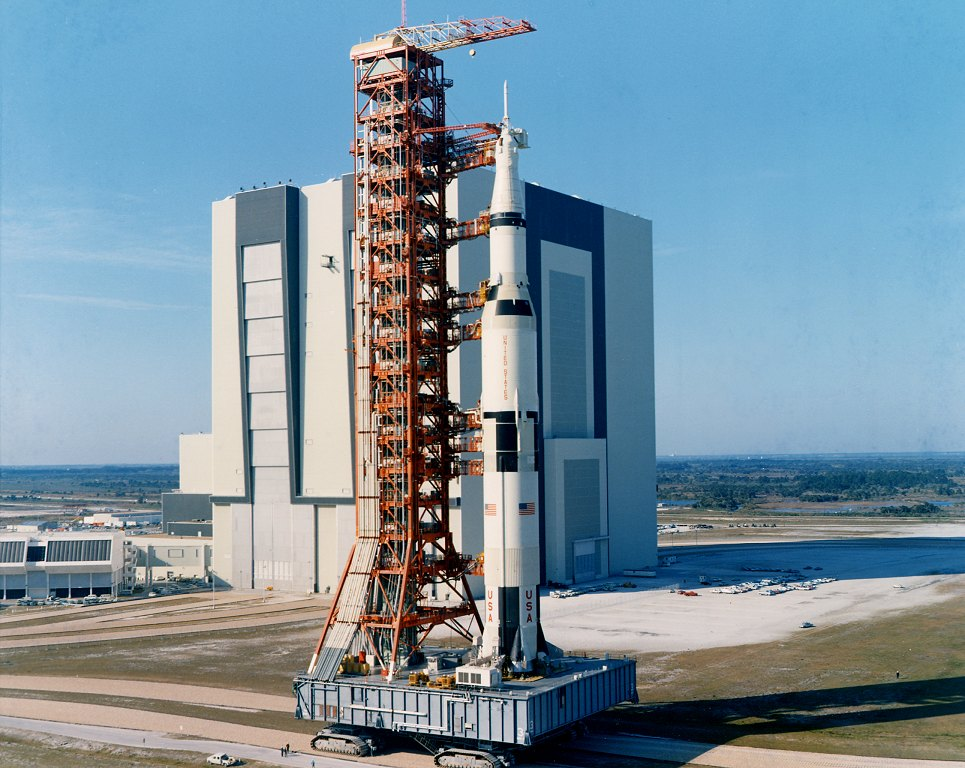
発射台に搬送される10号
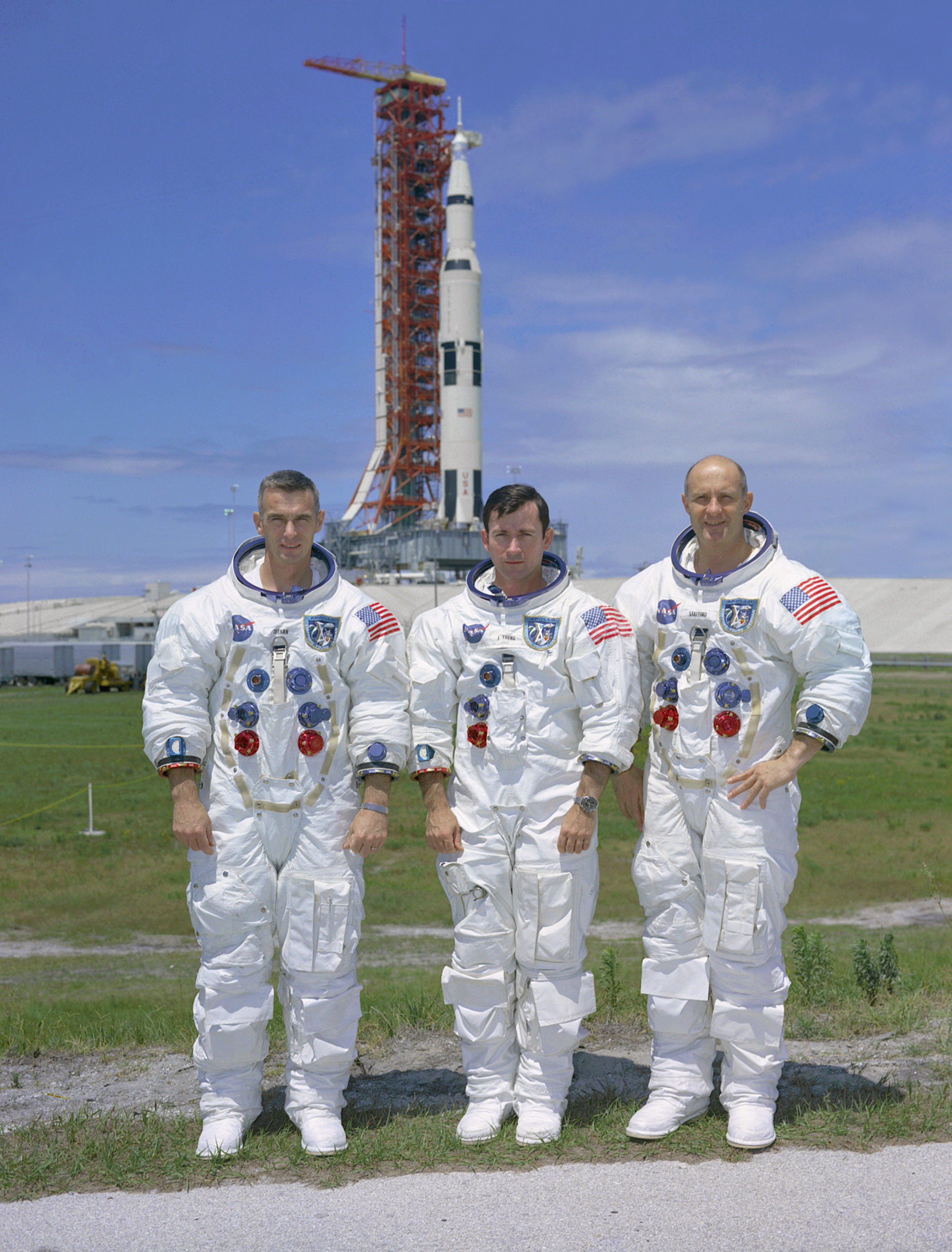
発射台の前で記念撮影をする飛行士たち。左からサーナン、ヤング、スタッフォード
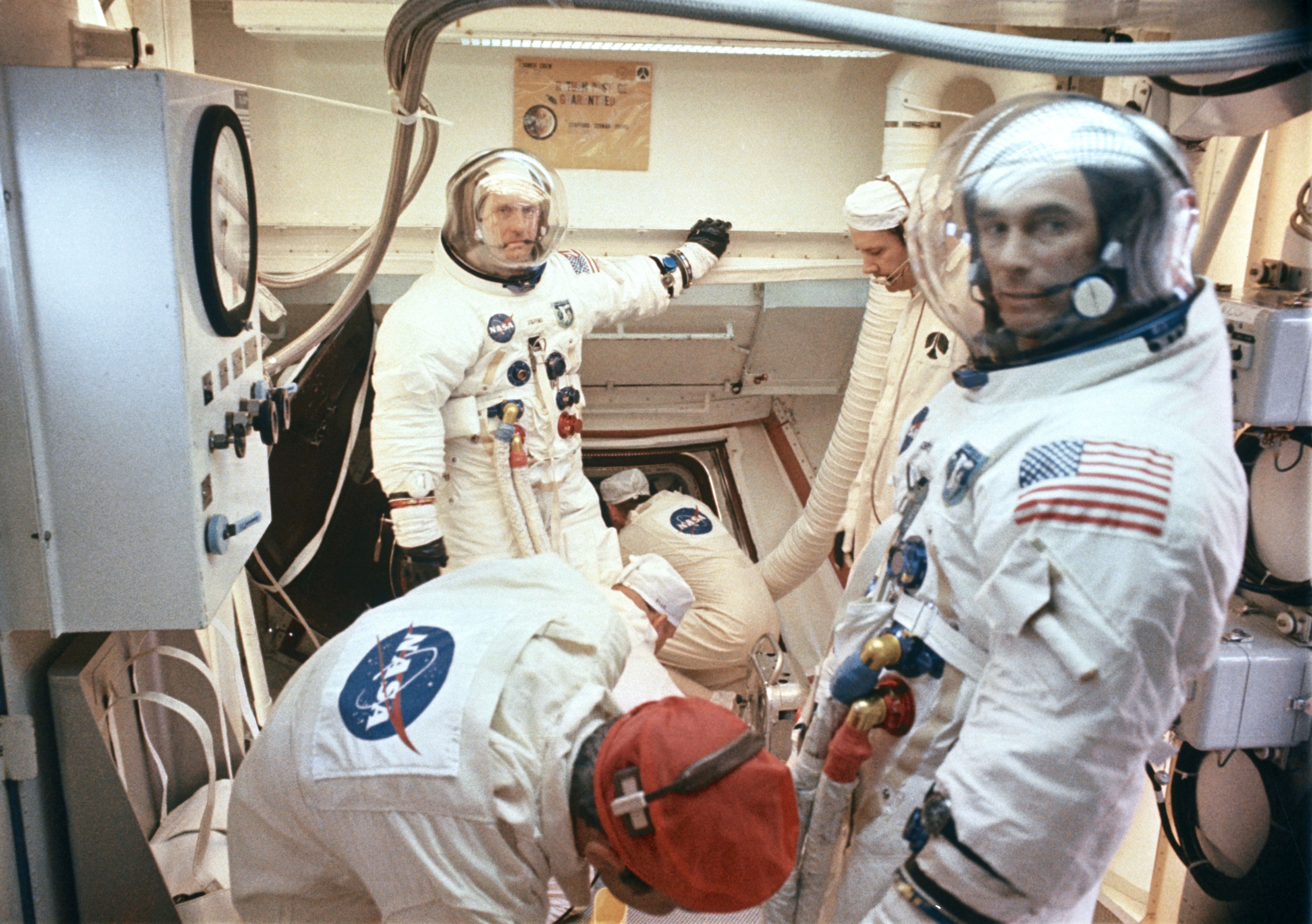
発射前、司令船に乗り込む飛行士たち
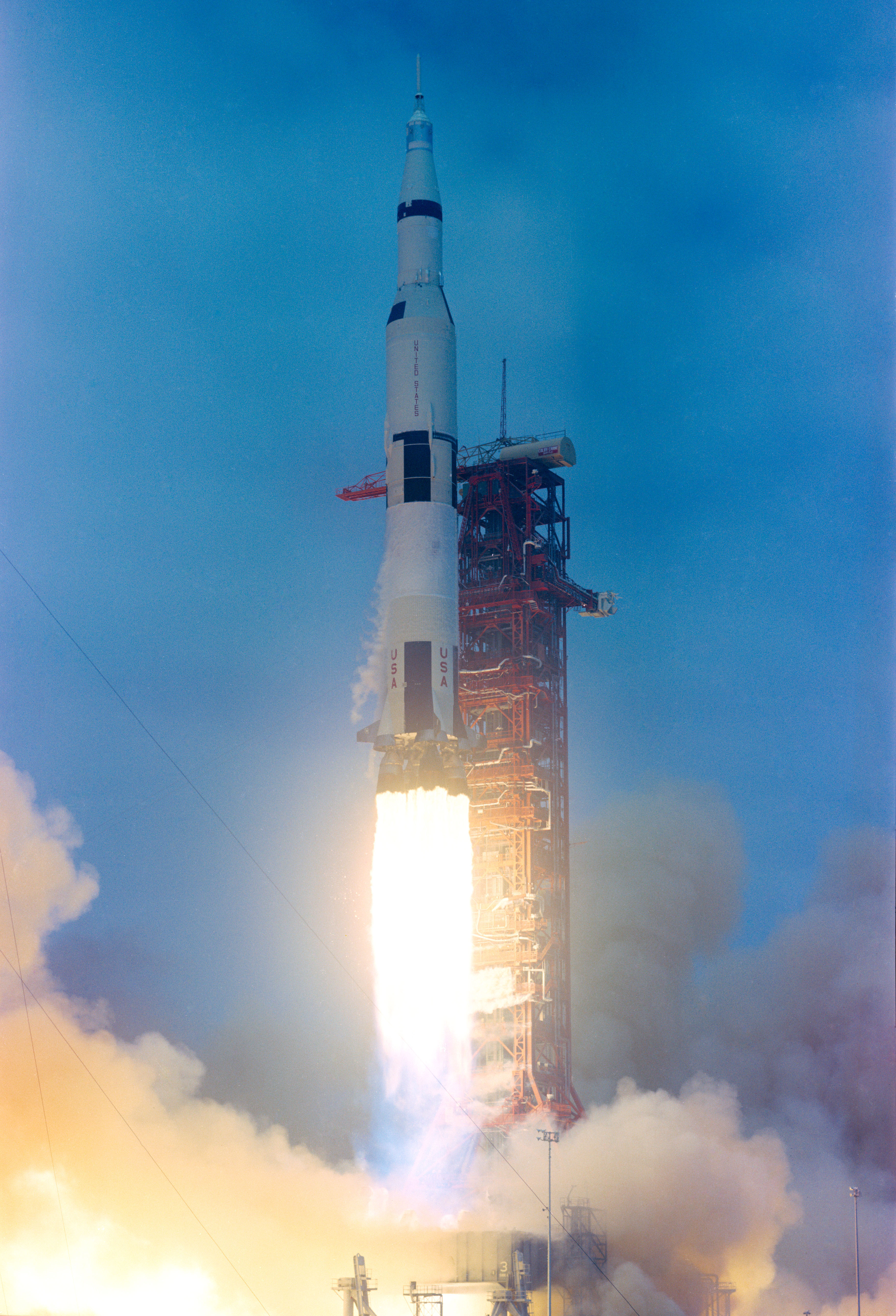
10号の発射
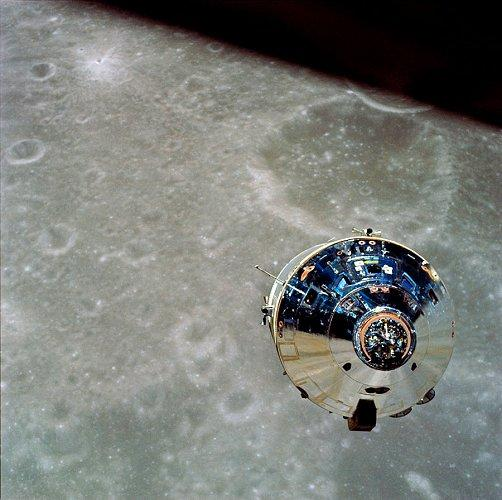
司令・機械船チャーリーブラウン
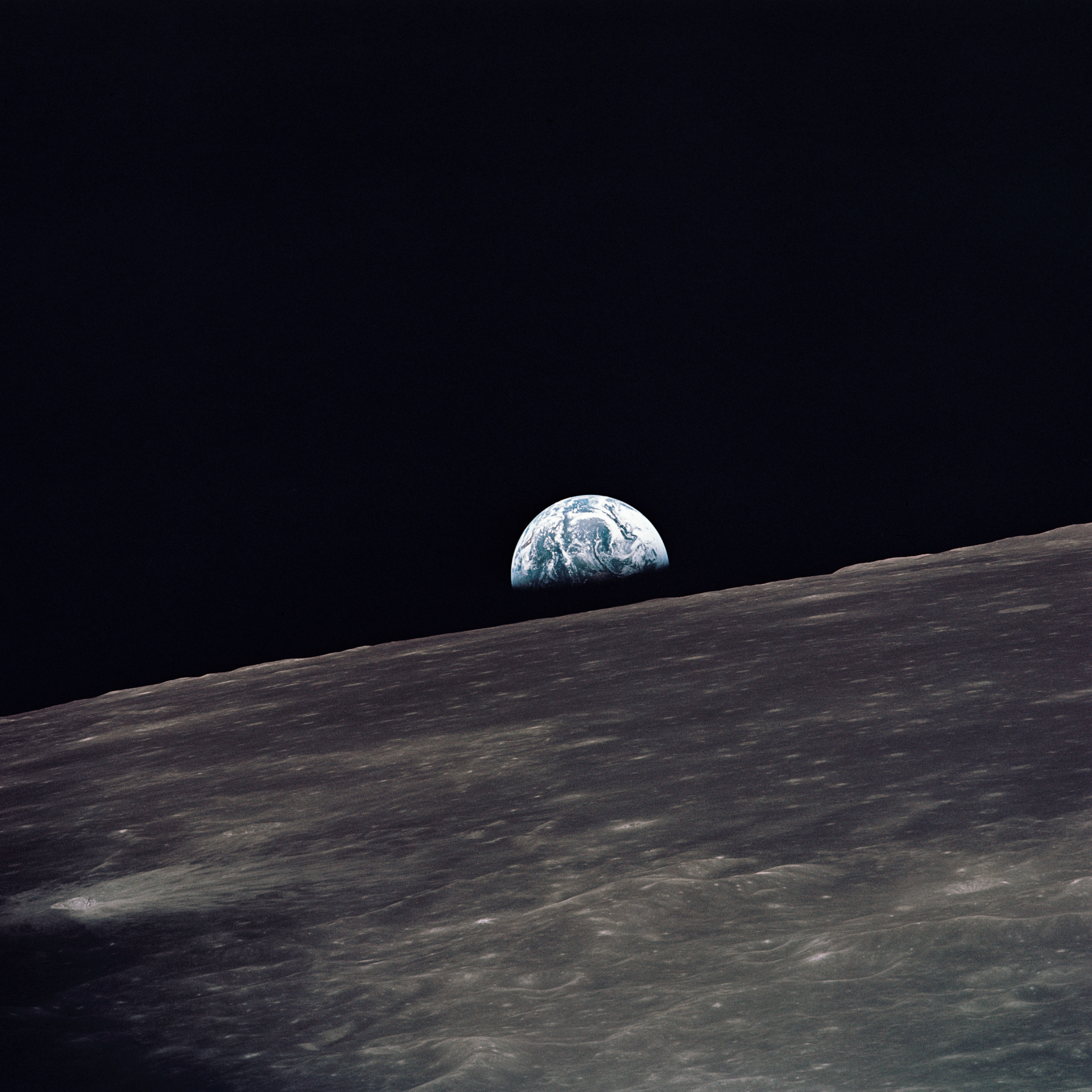
10号が撮影した地球の出
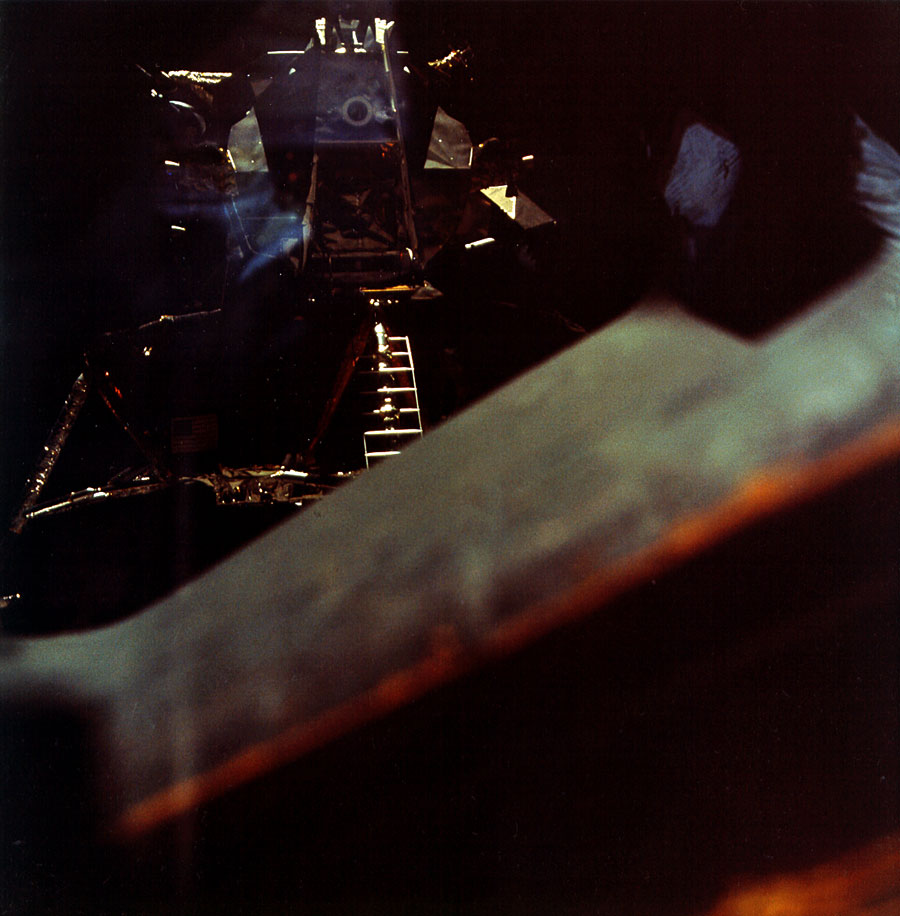
切り離し後、目視検査を受ける着陸船スヌーピー
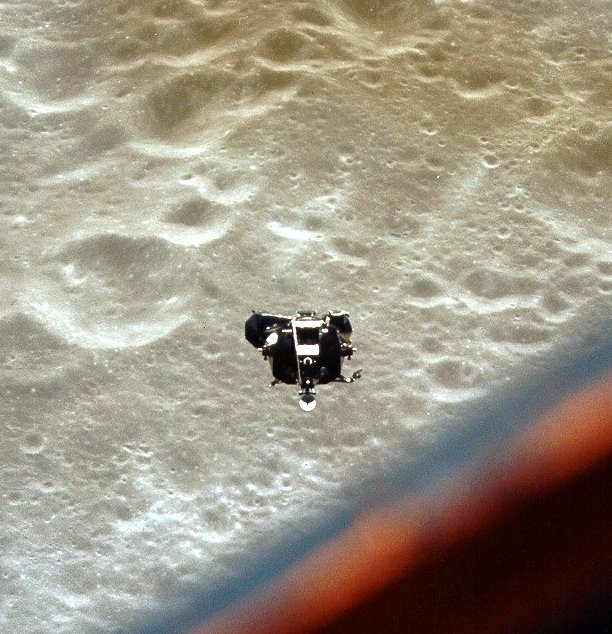
スヌーピーの上昇段
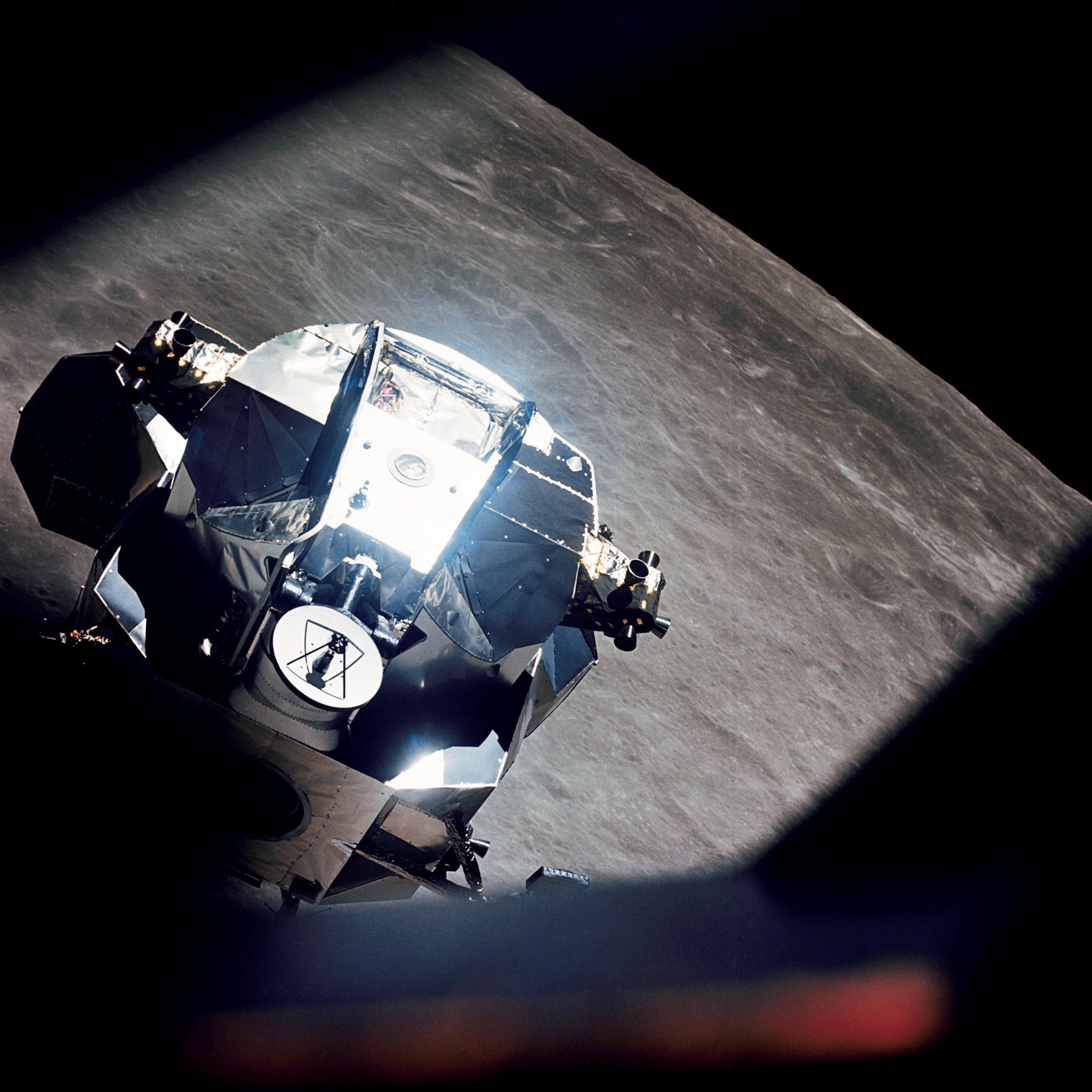
司令船とランデブーする上昇段
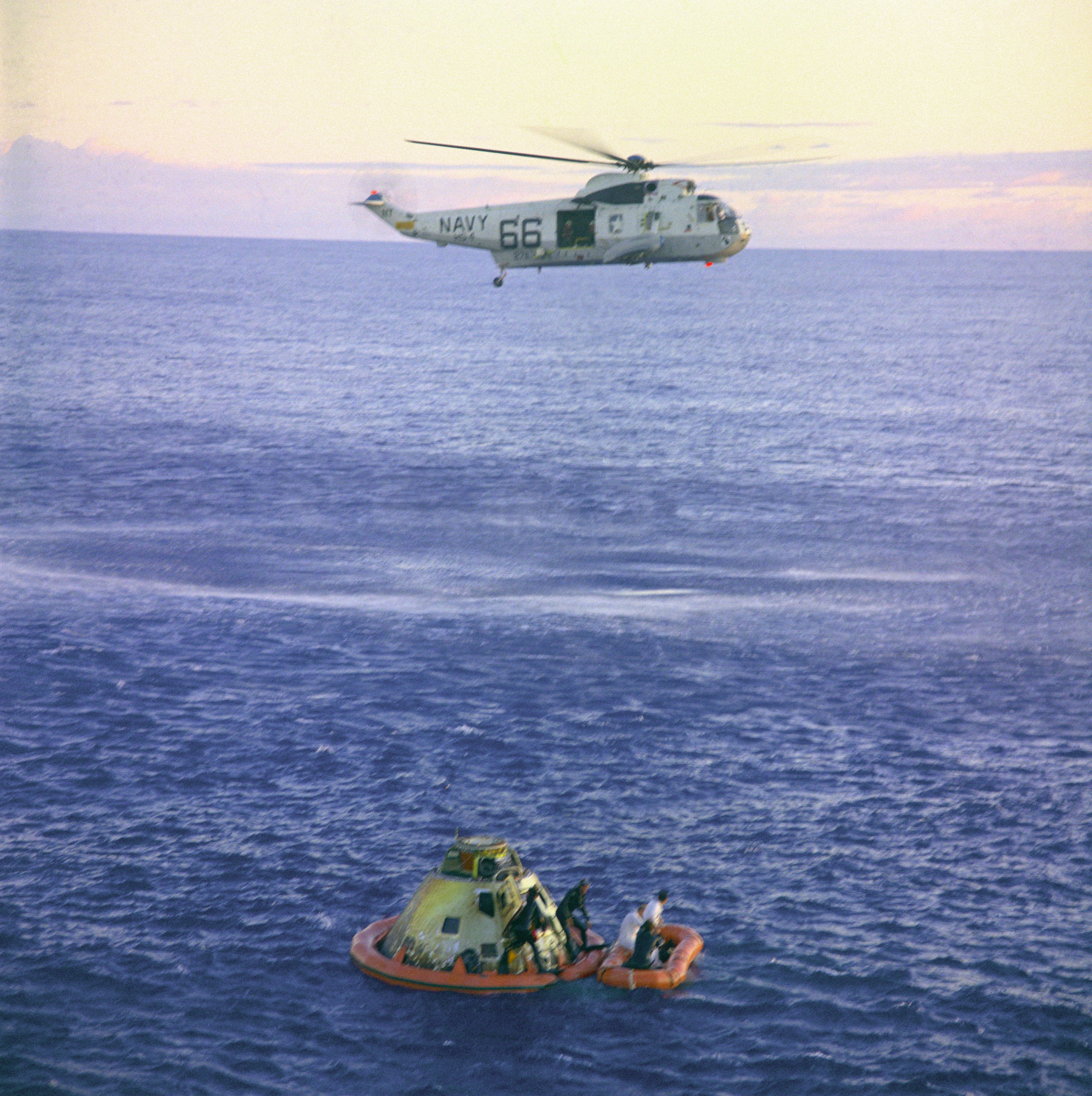
空母プリンストンから派遣されたヘリコプター飛行中隊のSH-3 シーキングに回収される司令船
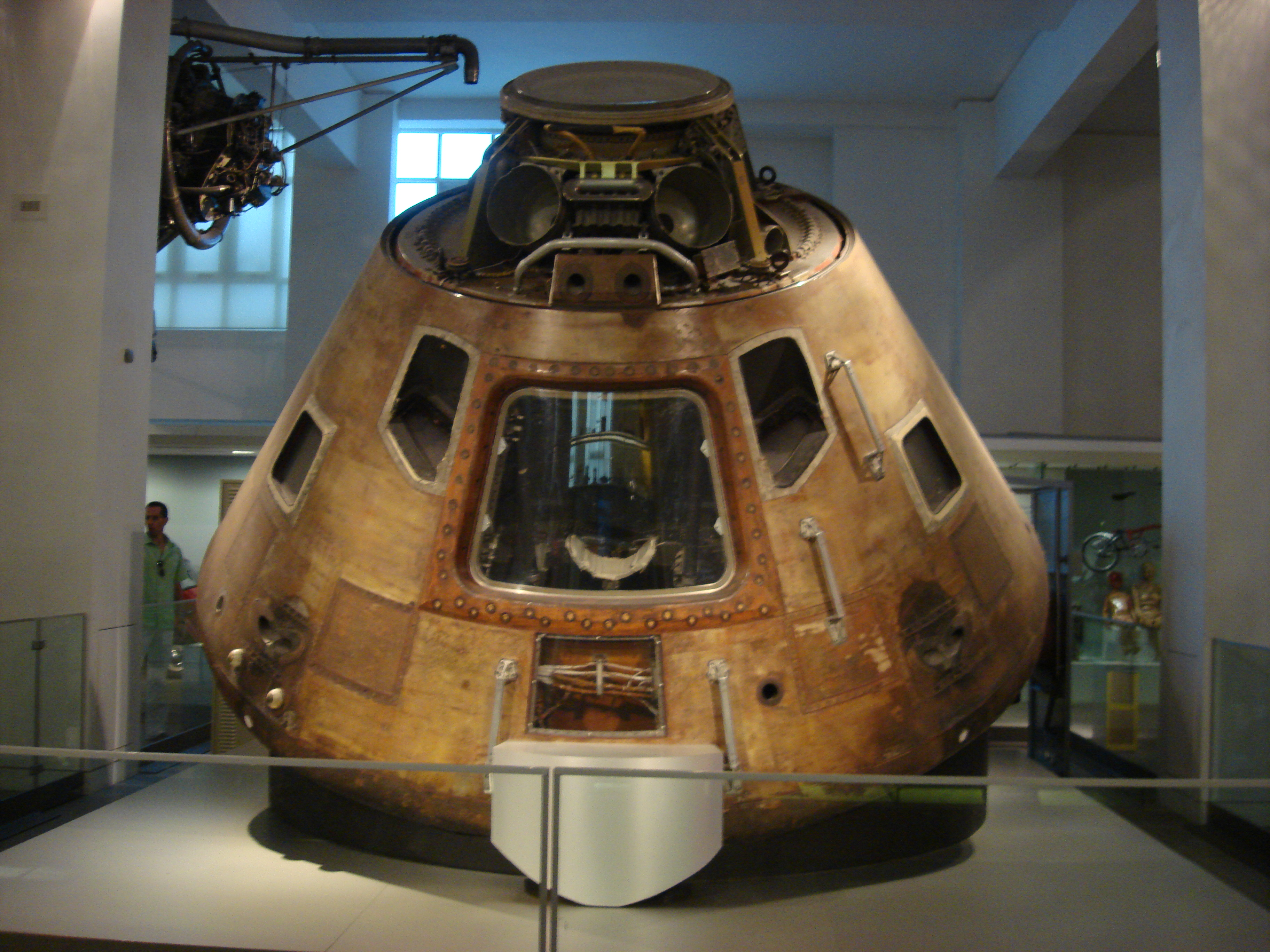
ロンドン科学博物館に展示されている司令船 (2009年5月)